# Odontopera acyrthoria
Odontopera acyrthoria là một loài bướm đêm trong họ Geometridae.